# Museo Nacional de la Fotografía (México)
El Museo Nacional de Fotografía es un museo dedicado a la fotografía ubicado en la ciudad de Pachuca de Soto, en el estado de Hidalgo, (México).

## Historia

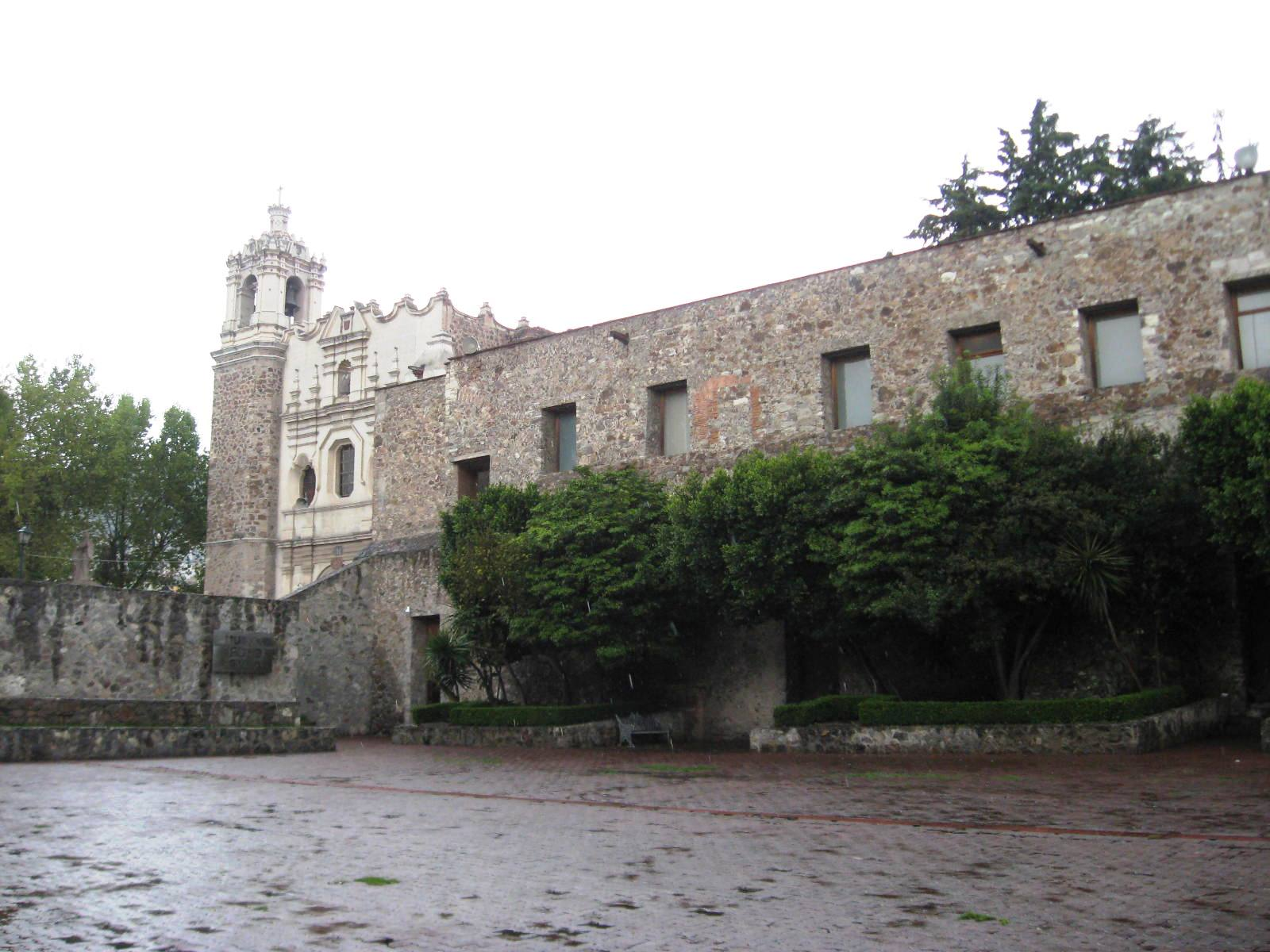
El museo se encuentra en el claustro alto del Templo y exconvento de San Francisco.

El Archivo Casasola, que se encontraba esparcido en diferentes domicilios, fue rescatado en 1976 por el Gobierno de México. La colección se entregó en resguardo al Instituto Nacional de Antropología e Historia (INAH), y se instaló en el Templo y exconvento de San Francisco, en Pachuca de Soto, el 20 de noviembre de 1976.
A las imágenes del Archivo Casasola se sumaron pronto otras colecciones provenientes de algunas dependencias del Instituto Nacional de Antropología e Historia, motivo por el cual se creó la Fototeca Nacional. Se decidió crear un museo para exhibir las colecciones, y el 1 de noviembre de 1984 se fundó el museo.
En 2007 después de un mes y medio en que estuvo parcialmente cerrado al público, este espacio se reabrió. El 16 de octubre de 2007, se lleva a cabo la reapertura del museo bajo un actual concepto curatorial temático, que busca generar nuevos acercamientos y reflexiones en torno a las colecciones de la Fototeca Nacional y al quehacer fotográfico en México.

## Salas de exhibición

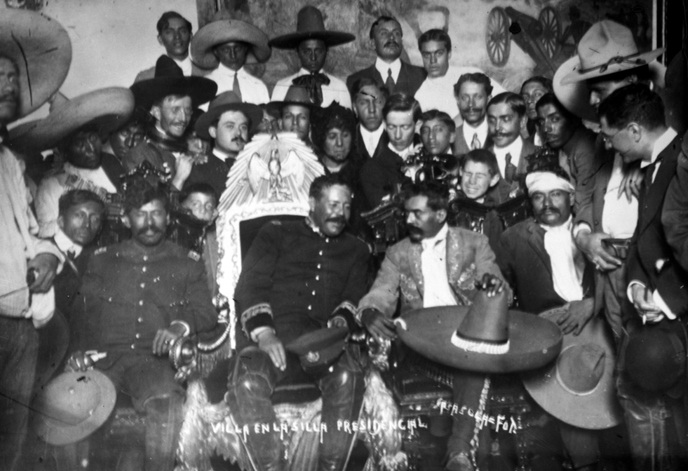
Zapata y Villa en la silla presidencial de Agustín Víctor Casasola, que se exhibe en el museo.

Cuenta con una sala temporal que se compone de 29 secciones. El recorrido se inicia mostrando la fotografía a partir de la cámara oscura y la estenopéica, los primeros procesos fotográficos de impresión y el retrato. La exposición comienza con algunos aspectos del nacimiento de la fotografía, con muestras de los primeros aparatos utilizados por los pioneros de este campo y algunos de sus experimentos. Se encuentran representados principalmente Louis Daguerre y su daguerrotipo, Joseph Nicéphore Niepce, Louis Ducos du Hauron, William Henry Fox Talbot, con su primer negativo realizado en 1835.
Se muestra la mirada de fotógrafos viajeros, destacando la labor de William H. Jackson, Abel Briquet y Charles B. Waite. Posteriormente se encuentra una vitrina en la que se observan una gran variedad de las primeras cámaras fotográficas marca Kodak que salieron al mercado. Existe además un área dedicada a la fotografía arqueológica, con trabajos de Teoberto Maler.
Se muestran imágenes estereoscópicas; la arquitectura colonial mexicana en fotografías de Guillermo Kahlo y los usos científicos de la fotografía, con el trabajo del observatorio de Tacubaya; la tradición fotográfica de Juan Antonio Azurmendi, y las imágenes de Hugo Brehme, con una visión sobre las tradiciones, monumentos y héroes de México.
Los rostros y los escenarios de la Revolución mexicana están representados con obra de fotógrafos del Archivo Casasola, seguida de la de Tina Modotti, Simone Flechine, más conocido como "Semo" y que retrató a personalidades del teatro, radio y televisión. Nacho López, maestro en el género del fotorreportaje, muestra las contradicciones sociales en la Ciudad de México. El recorrido continúa con tres pilares de la fotografía en México: Antonio Reynoso, Manuel Álvarez Bravo y Mariana Yampolsky. También se ofrece una pequeña muestra de Héctor García Cobo, Alicia Ahumada, Agustín Estrada, Graciela Iturbide, Pedro Meyer y Pablo Ortiz Monasterio, entre otros.

## Galería

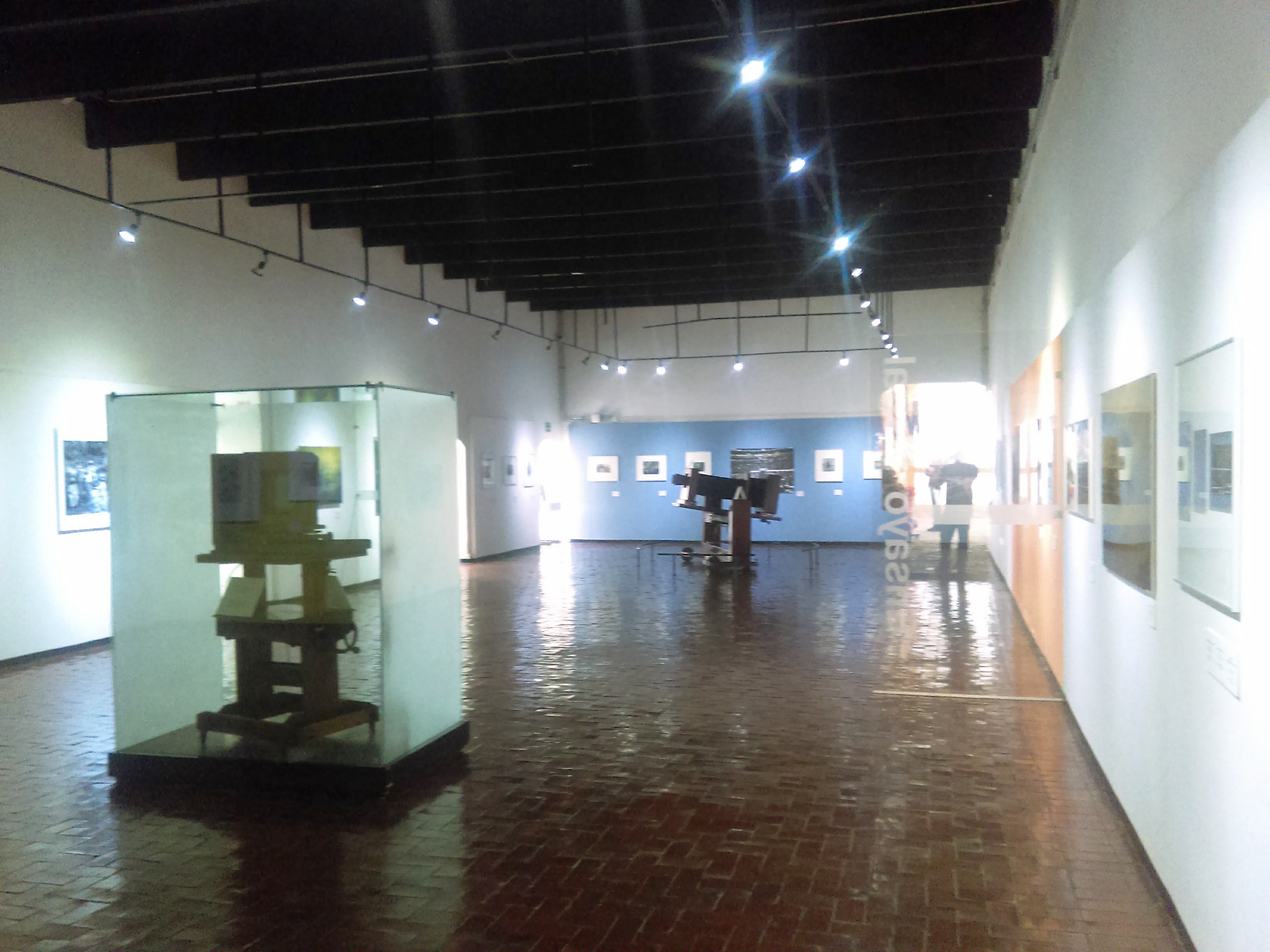
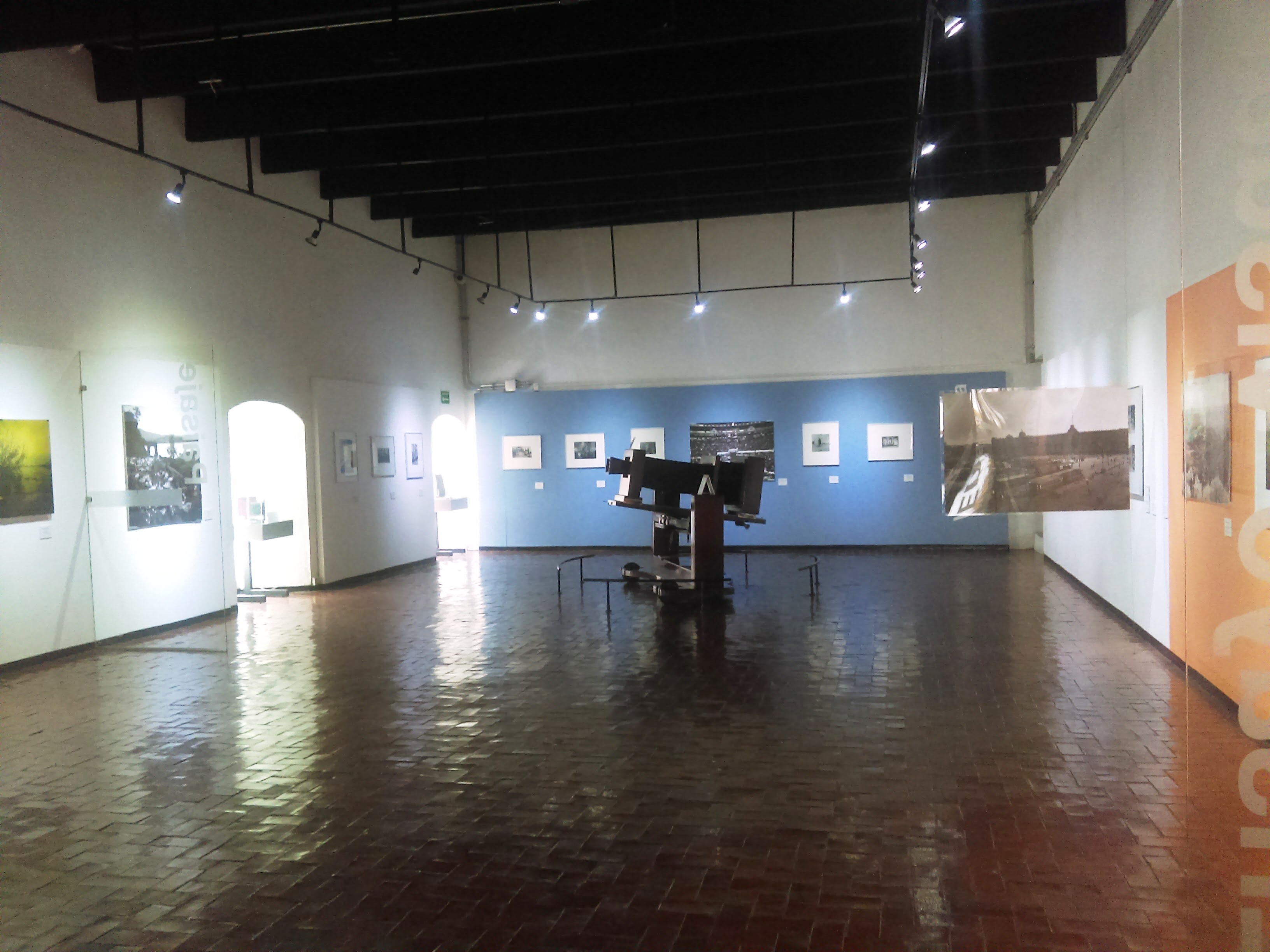
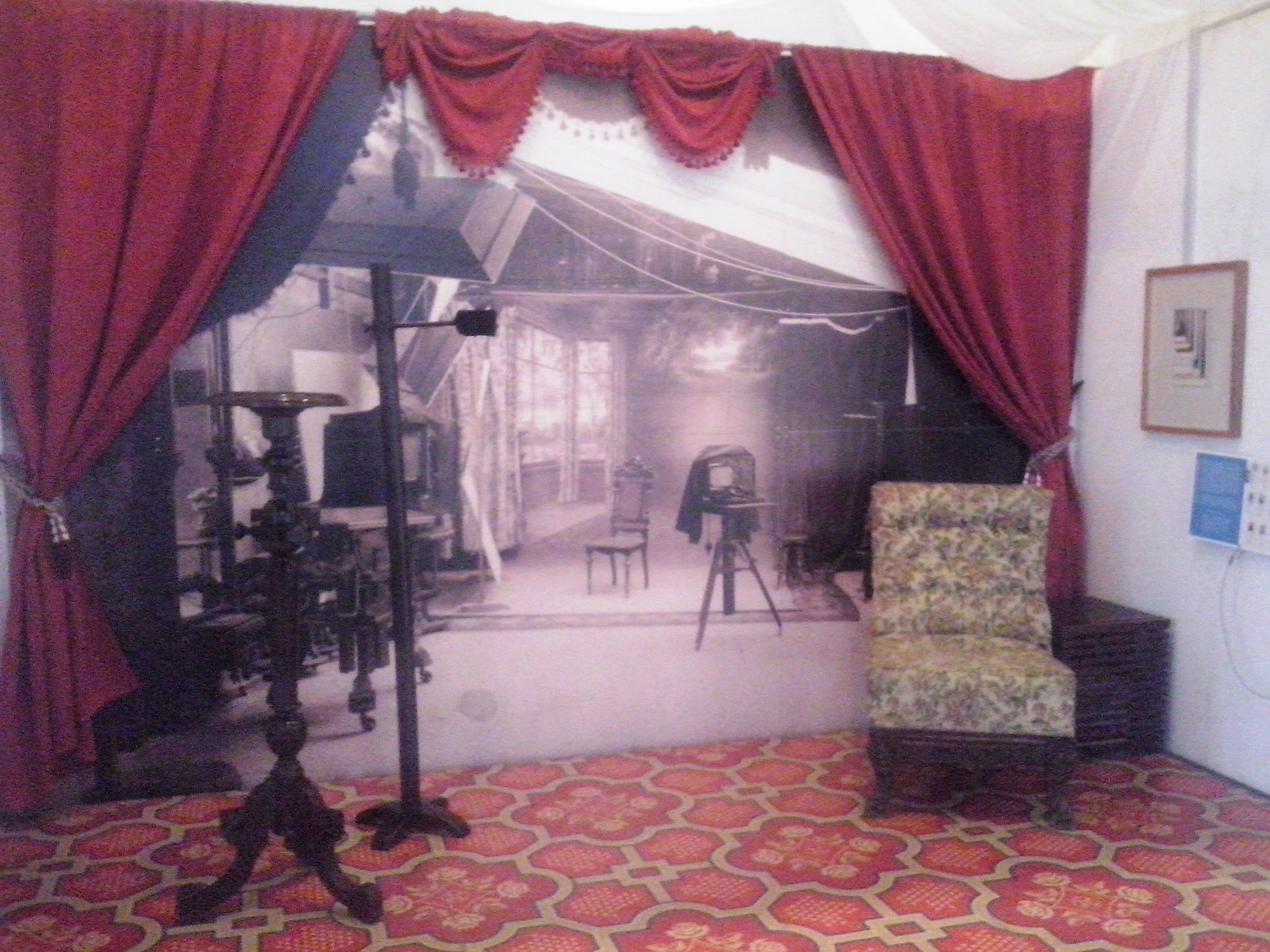
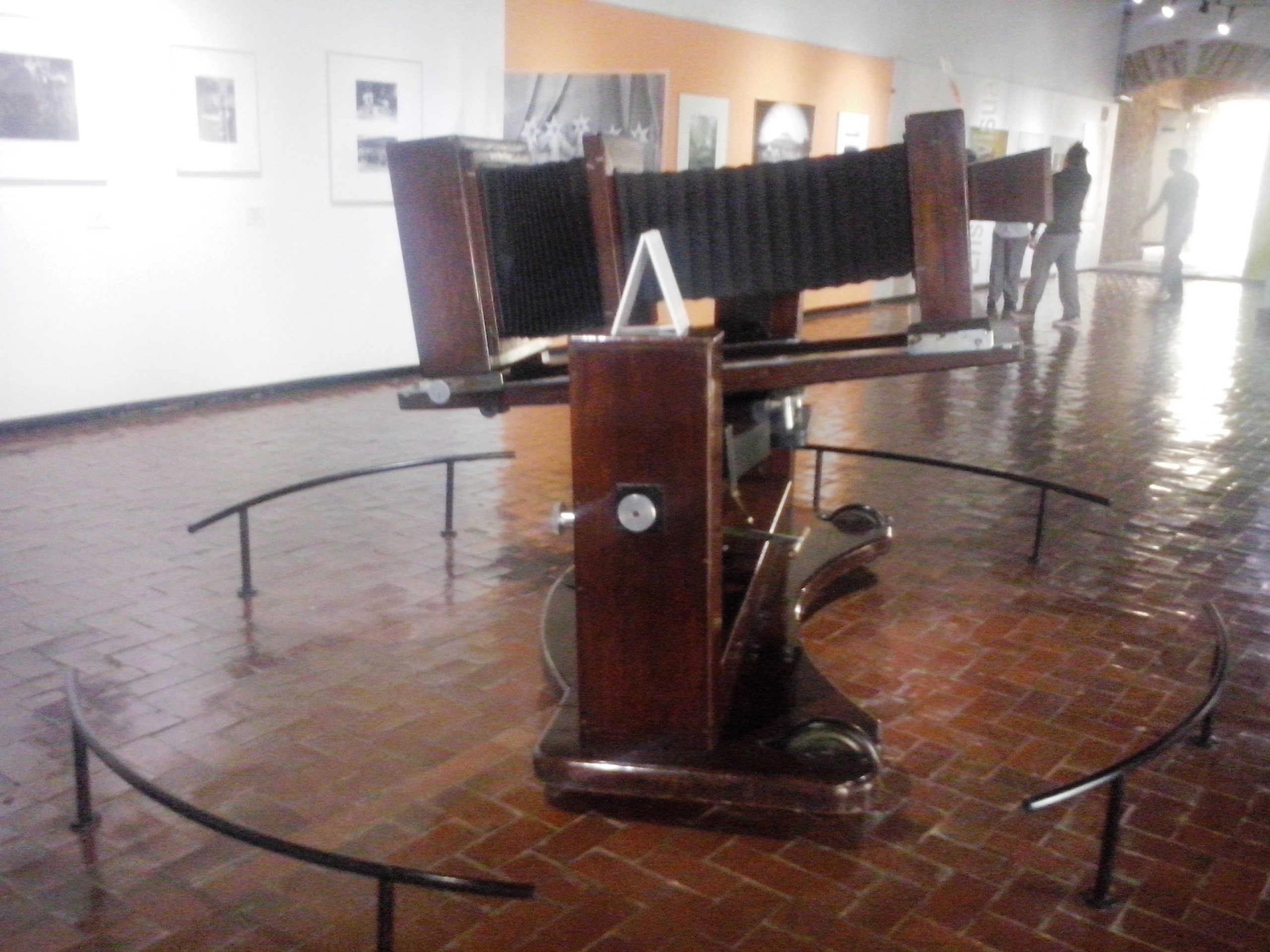
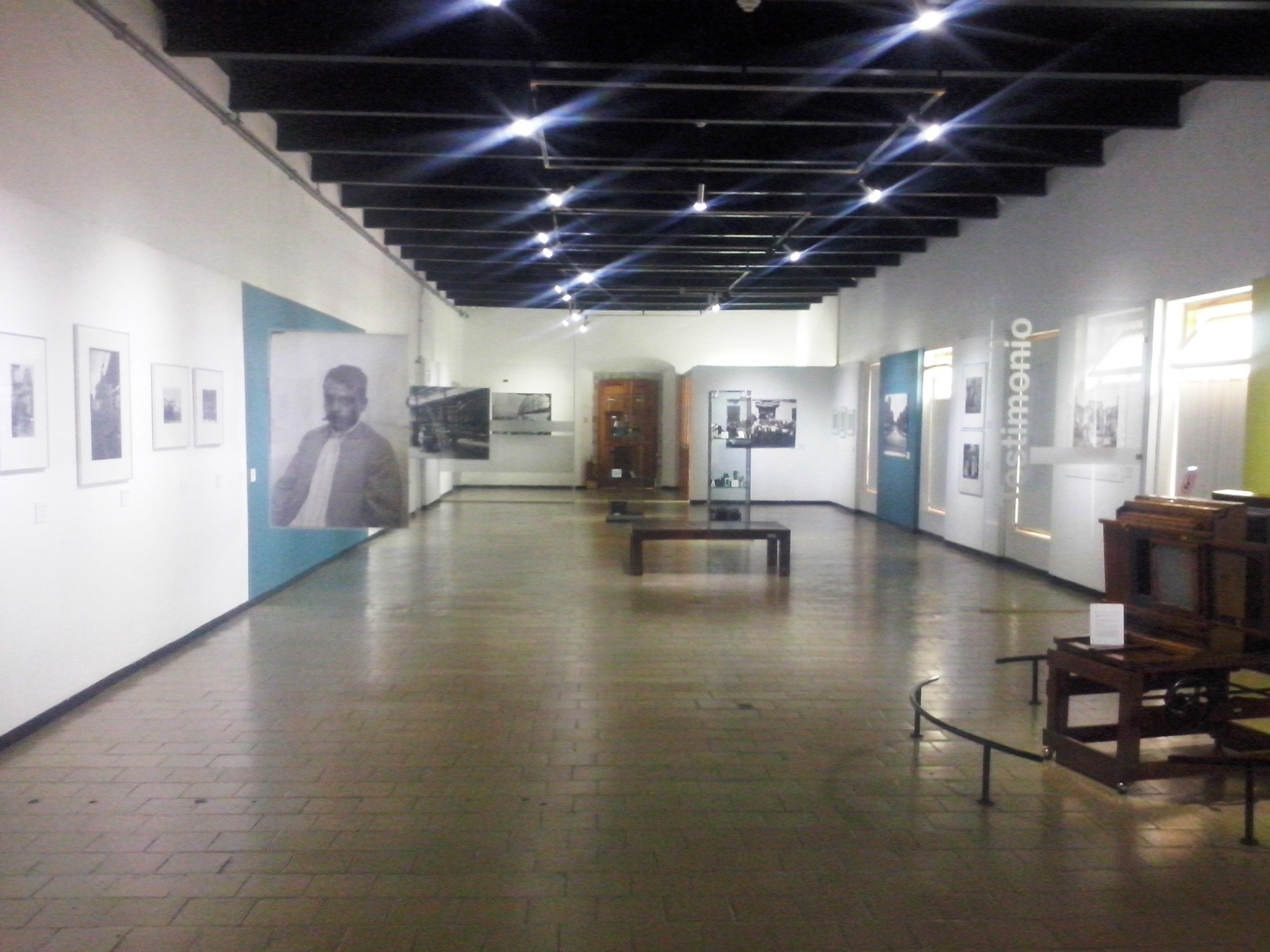